# Philippe II de Schaumbourg-Lippe
Pour les articles homonymes, voir Philippe II.
Philippe II Ernest (5 juillet 1723 – 13 février 1787) est comte de Schaumbourg-Lippe de 1777 à sa mort.

## Biographie
Né à Rinteln, Philippe-Ernest est le fils du comte Frédéric-Ernest de Lippe-Alverdissen et de son épouse Élisabeth-Philippine de Friesenhausen. Il devient comte de Lippe-Alverdissen (en) en 1749.
Le 10 septembre 1777, son cousin le comte Frédéric-Guillaume de Schaumbourg-Lippe meurt sans laisser d'héritier, et son titre revient à Philippe-Ernest (qui devient Philippe II).

## Mariages et descendance
Le 6 mai 1756, Philippe-Ernest épouse à Weimar la duchesse Ernestine-Albertine (en) (1722-1769), fille du duc Ernest-Auguste Ier de Saxe-Weimar-Eisenach. Ils ont quatre enfants :
- Clément-Auguste (1757-1757) ;
- Charles-Guillaume (1759-1780) ;
- Georges-Charles (1760-1776) ;
- Frédérique-Antoinette (1762-1777).

Veuf, il se remarie le 10 octobre 1780 à Philippsthal avec la landgravine Julienne de Hesse-Philippsthal (1761-1799), fille du landgrave Guillaume de Hesse-Philippsthal. Ils ont quatre enfants :
- Éléonore-Louise (1781-1783) ;
- Wilhelmine-Charlotte (1783-1858), épouse le comte Ernst Friedrich Herbert zu Münster ;
- Georges-Guillaume (1784-1860) ;
- Caroline-Louise (1786-1846).